# Carlo Laurenzi
Pour les articles homonymes, voir Laurenzi.
Carlo Laurenzi (né le 12 janvier 1821 à Pérouse et mort le 2 novembre 1893 à Rome) est un cardinal italien du XIXe siècle. 

## Biographie
Carlo Laurenzi est nommé évêque d'Amato en 1877. Il exerce des fonctions au sein de la Curie romaine, notamment auprès de la Congrégation de l'Inquisition.
Le pape Léon XIII le crée cardinal in pectore lors du consistoire du 13 décembre 1880. Sa création est publiée le 10 novembre 1884. Le cardinal Laurenzi est camerlingue du Sacré Collège en 1889 et préfet de la Congrégation des rites de mars à octobre 1884.

## Sources
- Fiche sur le site fiu.edu